# Lambula buergersi
Lambula buergersi — вид метеликів родини ведмедиць (Arctiidae). 

## Поширення
Ендемік Нової Гвінеї. Поширений у горах Мулу та Фоджа.